# هيثر يومانز
هيثر يومانز (بالإنجليزية: Heather Youmans)‏ هي مغنية مؤلفة وملحنة وصحفية وممثلة أمريكية، ولدت في 16 مايو 1992 في فيستا في الولايات المتحدة.

## وصلات خارجية
- الموقع الرسمي
- هيثر يومانز على موقع IMDb (الإنجليزية)
- هيثر يومانز على موقع ميوزك برينز (الإنجليزية)
- هيثر يومانز على موقع أول ميوزيك (الإنجليزية)